# Openbare veiligheid
Openbare veiligheid is in België een zeer ruim begrip, dat meestal in verband gebracht wordt met de veiligheid van de bevolking.  Brandweer, politie, rampenbestrijding maken deel uit van de openbare veiligheid. 

## Openbare veiligheid in het Belgische strafrecht
Het Belgische strafwetboek bevat ook een hoofdstuk over de openbare veiligheid, naast andere hoofdstukken over de (binnenlandse en buitenlandse) veiligheid van de staat en de openbare orde. Openbare veiligheid ligt daar zowat tussenin. De volgende misdrijven worden beschouwd als misdrijven tegen de openbare veiligheid:
- Criminele organisatie en 'vereniging met het oogmerk om een aanslag te plegen'. Alleen al de bendevorming is strafbaar met opsluiting van vijf jaar tot tien jaar als het de bedoeling was zeer zware criminele feiten te plegen. Medeplichtigen, die wetens en willens aan de bende wapens, munitie, werktuigen, een onderdak, een schuilplaats of een vergaderplaats bezorgen, kunnen tot vijf jaar krijgen. Ook het opzetten van commerciële of andere structuren kan deel uitmaken van de criminele organisatie.
- Bedreiging met een aanslag of valse bommeldingen. Alleen al de bedreiging met geweld tegen personen of goederen is strafbaar. Ook valse bommeldingen, valse bompakketjes, dreiging met echte of vermeende giftige producten of kernmateriaal zijn strafbaar. De straffen zijn in verhouding tot de ernst van de gewelddaden waarmee gedreigd wordt. Dreigen met moord of brandstichting is erger dan dreigen een deuk in een auto te stampen.
- Helpen ontvluchten van gevangenen. De gevangene die ontsnapt begaat zelf geen bijkomend misdrijf, wie hem helpt wel. Erger nog is het als de ontsnapping met geweld gebeurt of met de hulp van de bewakers.
- Banbreuk en verberging van veroordeelde of vermoorde personen. Het is in België ook strafbaar veroordeelde of vervolgde personen te verbergen. Ook het verbergen of wegmaken van het lijk van iemand die gedood is, is strafbaar. Deze strafbepalingen gelden niet voor naaste familieleden.
- Tot 1993 was ook landloperij of bedelarij strafbaar als een misdrijf tegen de openbare veiligheid.